# داین سایر
لیلا دایان سایر (به انگلیسی: Lila Diane Sawyer) یک روزنامه‌نگار و مجری تلویزیونی آمریکایی است. او در ۲۲ دسامبر ۱۹۴۵ در ایالت کنتاکی آمریکا متولد شد، سایر جزو مجریان مشهور تلویزیونی است، وی مجری ارشد برنامه تلویزیونی صبح بخیر آمریکا و اخبار جهان در امشب از شبکه سرتاسری ای‌بی‌سی. و مجری برنامه ۲۰/۲۰ است. سایر در دوران تصدی خود در شبکه خبری سی‌بی‌اس مجری برنامه صبح این شبکه بود، او همچنین اولین گزارشگر زن برنامه ۶۰ دقیقه بوده است. دایان سایر قبل از حرفه روزنامه‌نگاری یکی از کارکنان و اعضای کاخ سفید در دوران ریاست‌جمهوری ریچارد نیکسون بود و اکنون با ای‌بی‌سی نیوز در تولید فیلم‌های مستند و اجرای مصاحبه‌های ویژه همکاری می‌کند. نشریه فوربز سایر را در سال ۲۰۰۸ در ردهٔ ۶۵ از صد تن «پرقدرت‌ترین زنان جهان» قرار داد.

## جستارهای مربوط
- چارلی رز
- جی لنو
- جان استوارت
- بیل مار